# 가두리 양식

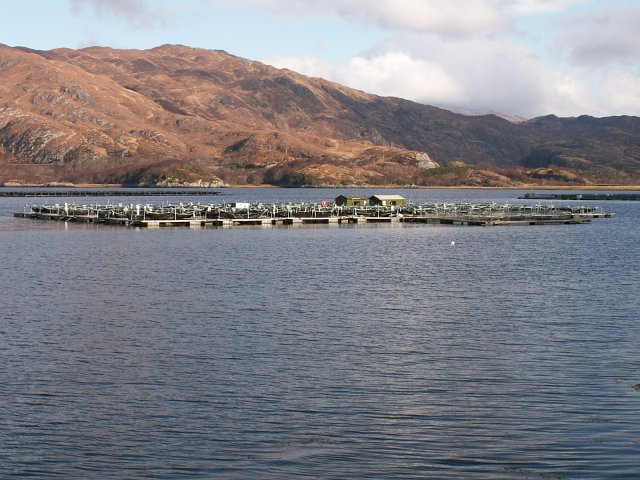
스코틀랜드의 가두리 양식

가두리 양식( - 養殖, 영어: mariculture, marine farming, marine aquaculture)은 그물 등으로 가두는 우리를 만들어 그 속에 어류를 수용하여 기르는 양식 방법이다.

## 같이 보기
- 수산양식
- 수경 재배